# Dose collective
Dans le domaine de la radioprotection, la « dose collective » est une unité qui a souvent été retenue pour exprimer les effets des rayonnements sur la santé, non pour un individu, mais pour une population. 

Dans ce cadre, la dose collective est calculée comme la somme des expositions reçues par les individus d'un groupe, sur l'ensemble d'une « zone surveillée » durant la période étudiée.

## Concept de dose collective
Le concept de dose collective découle directement de l'hypothèse que l'effet des faibles doses d'irradiation suit une loi "linéaire sans seuil".
« Une conséquence logique de cette hypothèse est que, pour une dose D suffisamment faible, exposer N personnes à une dose moyenne D provoquerait le même nombre de cancers par irradiation qu’exposer k.N personnes à une dose moyenne D/k, et ceci quel que soit le facteur arbitraire k>1. Cette conséquence logique justifie l’introduction de la notion de « dose collective », suivant l’idée que le produit de la dose moyenne par le nombre de personnes exposées serait proportionnel au nombre de cancers provoqués. Ce concept de dose collective sert parfois à dénoncer l’utilisation généralisée de technologies ou de pratiques pour lesquelles l’exposition induite est si faibles que le risque associé pour un individu, calculé suivant l’hypothèse linéaire sans seuil, serait très inférieur à d’autres risques acceptés dans la vie quotidienne sans guère y prêter attention. L’hypothèse d’un seuil (suivant laquelle il n’y aurait pas de risque associé à toute exposition en dessous d’une certaine dose limite) rendrait inutile toute préoccupation relative à des expositions inférieures à un tel seuil, et spécifiquement retirerait tout fondement à ce concept de dose collective. En dehors de cette question de dose collective, cependant, il convient de souligner que l’utilisation pratique de ces modélisations avec ou sans seuils se place à des doses pour lesquelles les risques, quand il y en a, sont suffisamment forts pour représenter une préoccupation « légitime » et justifier d’être pris en compte par les circuits sociaux et politiques habituels. »
Si elle retient bien l'approche linéaire sans seuil pour proposer les limites d'exposition aux rayonnements, la CIPR s'oppose par contre à son utilisation pour extrapoler des calculs de risque ou de mortalité à des populations entières dans le domaine des faibles doses (le calcul par dose collective) :
(§66) « Cependant, bien que le modèle LNT reste un élément scientifiquement plausible pour son système pratique de protection radiologique, la Commission souligne le fait que des informations biologiques/épidémiologiques qui permettraient de vérifier sans ambiguïté les hypothèses sous-jacentes au modèle LNT font défaut (voir UNSCEAR, 2000 ; NCRP, 2001). En raison de cette incertitude quant aux effets sur la santé des faibles doses, la Commission estime qu’il est inapproprié, pour les besoins de la santé publique, de calculer le nombre hypothétique de cas de cancers ou de maladies héréditaires qui pourraient être associés à de très faibles doses de rayonnement reçues par un grand nombre de personnes sur de très longues périodes. » 
L'approche linéaire sans seuil adoptée en radioprotection ne signifie pas que les mécanismes d'induction de cancer sont intrinsèquement linéaires. Cette approche reste valide même si ces mécanismes sont non linéaires, et qu'elle correspond à une « atténuation » de ces non-linéarités. Des lois à seuil, hyper-linéaires, sub-linéaires peuvent par ailleurs être préférées pour des études scientifiques en radiobiologie, sans que ce soit contradictoire avec une approche simplifiée recommandée pour la réglementation de la radioprotection.

## Évolution de la pertinence de la "dose collective"
La CIPR et divers acteurs de la sûreté nucléaire ont utilisé la notion de dose collective, notamment pour le processus d'optimisation de la protection  ,
- En 1973, La Publication 22 de la CIPR[7] indiquait qu'on ne pouvait légitimement utiliser la dose collective que si la relation dose-effet était linéaire sans seuil (hypothèse linéaire sans seuil (LNT) et indépendante du débit de dose [5].

- En 1991, Dans de nouvelles recommandations (CIPR, 1991 ; voir paragraphe 34) ; la CIPR estime que la dose collective prend en compte le nombre de personnes exposées à une source en multipliant la dose moyenne du groupe exposé par le nombre d’individus du groupe [5]..

- Dans les années 1990, à la suite notamment de la catastrophe de Tchernobyl et d'autres exemples, il est apparu que dans une population réelle, les contaminations sont souvent très contrastées, avec quelques personnes exposées à des doses parfois très élevées, succombant éventuellement rapidement à des effets toxiques aigus à court terme, et un grand nombre d'autres personnes exposées à des faibles doses, parfois de manière chronique pour lesquelles les effets seront plus stochastiques. Ces deux sous-groupes ont reçu une « dose collective » identique, mais avec des effets très différents, non comparables et demandant des pratiques de gestion du risque différentes [5]. 
De même, au sein d'une population exposée à long terme, des individus consommant souvent des produits à risques (champignons, gibier, aliments radio-cumulateurs..) seront nettement plus exposés que la moyenne.

- Le Pacific Northwest Laboratory aux États-Unis et l’IPSN en France, ont pointé les contradictions internes à ce principe[8], [9] susceptible d'induire en erreur, même s'il est utile pour la gestion de "certaines activités spécifiques"[5].

- En 2005, au sein de la CIPR, une majorité était encore favorable au maintien de la dose collective dans le contexte de la protection radiologique. Cette majorité estimait la « dose collective » pratique pour les industriels et les états, et elle est – toujours selon cette majorité – utile pour la gestion des situations de travailleurs exposés, en combinaison avec le principe ALARA. 
Néanmoins, une majorité de la CIPR estimait aussi nécessaire de développer "une approche matricielle plus rigoureuse pour l’utilisation de cette dose collective, notamment quand il s’agit de déterminer les expositions du public à de très faibles doses et pendant de très longues durées" [5].